# Daisuke Saito (fotbollsspelare född 1974)
Daisuke Saito (斎藤 大輔 Saito Daisuke?), född 19 november 1974 i Aichi prefektur, är en japansk före detta fotbollsspelare.
Saito började sin karriär 1997 i Gamba Osaka. 2000 flyttade han till Cerezo Osaka. Efter Cerezo Osaka spelade han för JEF United Chiba. Med JEF United Chiba vann han japanska ligacupen 2005 och 2006. Han avslutade karriären 2009.